# Boualem Sansal

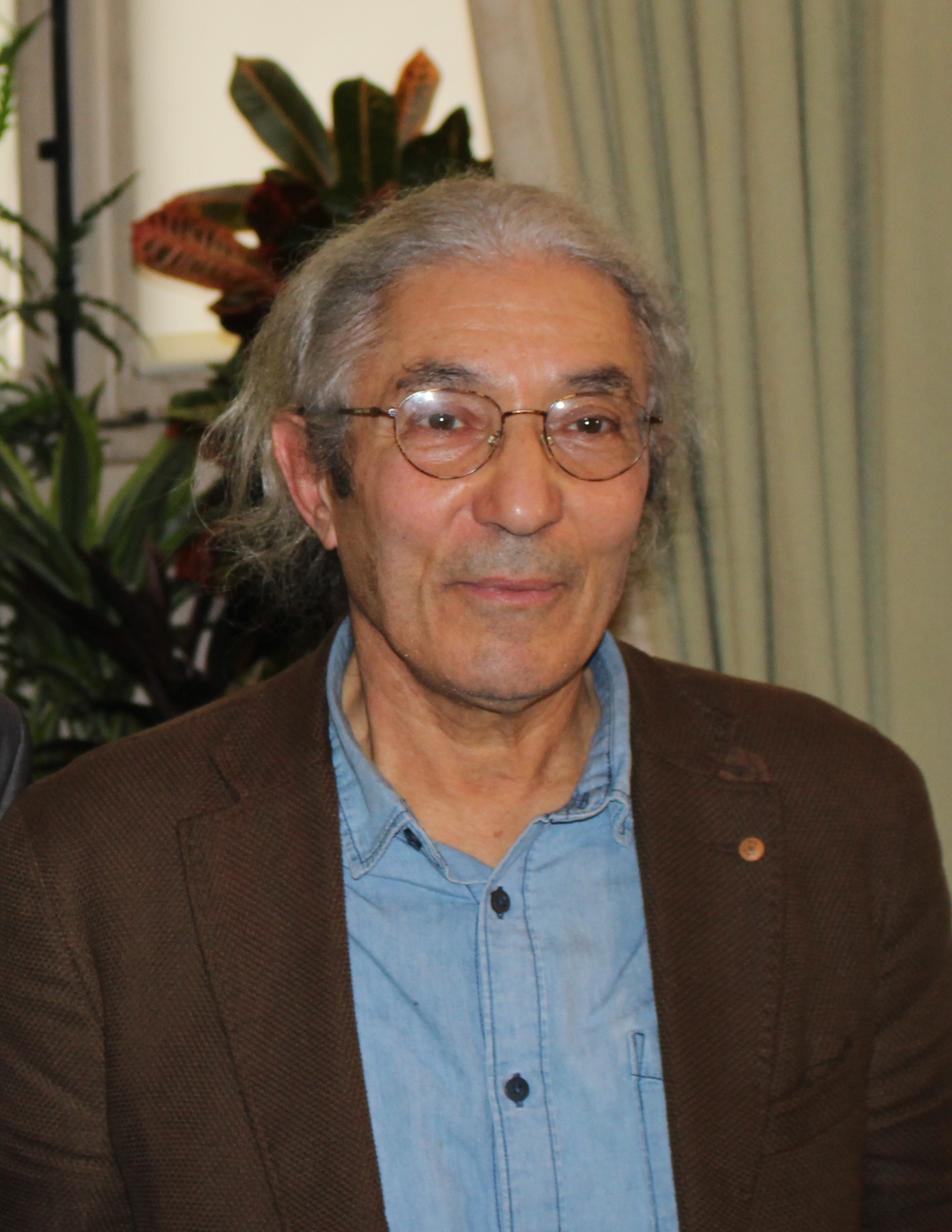
Boualem Sansal em 2015

Boualem Sansal , nascido a 15 de Outubro de 1949  em  Théniet El Had, na Argélia, é um  escritor  franco-argelino  de  expressão francesa, principalmente  romancista, mas também  ensaísta. Censurado na Argélia devido à sua posição muito crítica em relação ao poder vigente, publicou as suas obras noutros países como  França  ou  Alemanha. É vencedor de vários prémios literários, incluindo o  Grande Prémio da Academia Francesa  de 2015 pelo seu romance  2084: La fin du monde. 
O governo argelino detesta Sansal por conta da sua crítica da religião e do poder político:
“A religião parece-me muito perigosa devido ao seu lado brutal e totalitário. O Islão tornou-se uma lei terrível, que apenas decreta proibições, bane dúvidas e cujos fanáticos são cada vez mais violentos. Ele precisa redescobrir a sua espiritualidade, a sua força primária. Devemos libertar, descolonizar, socializar o Islão.» 
Boualem Sansal diz temer a progressão do Islamismo político, particularmente na França. Em entrevista para a Fundação Varenne, em 13 de dezembro de 2016, declarou:
```
“[Os argelinos estão] preocupados porque veem dia após dia, mês após mês, ano após ano, que a França ainda não sabe o que decidir sobre o islamismo: trata-se de bacon, ou de ovelha? De religião, ou de heresia? Ela não sabe nomear essas coisas, é um problema. Enquanto isso, a jiboia islâmica teve muito tempo de se enrolar em torno dela, e em breve irá sufocá-la para sempre.”
```

Em seu livro “2084: la fin du monde” [Gallimard, 2015, Grand Prix de l’Académie française], ele escreve: “A religião pode fazer as pessoas amarem a Deus, mas nada é mais forte do que ela para fazer as pessoas odiarem o homem e odiarem a humanidade”.
Quanto ao poder argelino, Sansal é muito crítico:
```
“Bouteflika é um autocrata da pior espécie […] No entanto, é ele que apoiam as grandes democracias ocidentais, lideradas pela França de Sarkozy. » E também: “Penso muitas vezes no exílio, mas onde? Com Bush? Com Sarkozy? Substituir um infortúnio por outro não é o que podemos chamar de boa decisão. »
[
4
]
```

Em 16 de Novembro de 2024 foi detido pela polícia argelina.
Boualem Sansal foi condenado em 27 de março de 2025 a cinco anos de prisão. Foi acusado de dizer que parte da Argélia havia pertencido no passado ao Marrocos. 
Seu julgamento ocorreu sem defesa porque as autoridades argelinas não aceitaram o advogado François Zimeray, alegando que é judeu. "Desde o início, nada foi transparente neste processo, disse ele. 